# (10554) Västerhejde
(10554) Västerhejde – planetoida z grupy pasa głównego asteroid okrążająca Słońce w ciągu 5 lat i 263 dni w średniej odległości 3,2 j.a. Została odkryta 19 marca 1993 roku w Europejskim Obserwatorium Południowym w programie UESAC. Nazwa planetoidy pochodzi od Västerhejde, parafii na zachodnim wybrzeżu Gotlandii. Przed nadaniem nazwy planetoida nosiła oznaczenie tymczasowe (10554) 1993 FO34.